# Jules Van Canneyt
Jules César Van Canneyt (Klemskerke, 8 juli 1920 - Oostende, 30 november 1979) was een Belgisch senator.

## Levensloop
Van Canneyt werd beroepshalve meester-kleermaker. In 1953 was hij stichtend voorzitter van het leersecretariaat van Oostende. Ook was hij van 1962 tot 1972 voorzitter van de NCMV-afdeling van Bredene en van 1966 tot aan zijn dood in 1979 voorzitter van de NCMV-afdeling van het arrondissement Oostende.
Hij werd politiek actief voor de CVP en werd voor deze partij van 1968 tot 1974 provincieraadslid van West-Vlaanderen. Tevens was hij van 1977 tot 1979 gemeenteraadslid van Bredene.
Daarnaast zetelde Van Canneyt van 1974 tot aan zijn dood eind 1979 in de Belgische Senaat als rechtstreeks verkozen senator voor het arrondissement Veurne-Diksmuide-Oostende.
In de periode april 1974-november 1979 zetelde hij als gevolg van het toen bestaande dubbelmandaat ook in de Cultuurraad voor de Nederlandse Cultuurgemeenschap, die op 7 december 1971 werd geïnstalleerd en de verre voorloper is van het huidige Vlaams Parlement.